# Controvérsia da Guerra ao Islã
Guerra ao Islã ou guerra contra o Islã é um termo utilizado para descrever um esforço coordenado para prejudicar, enfraquecer ou aniquilar o sistema social do Islã, empregando meios militares, econômicos, sociais e culturais, ou invadindo e interferindo em países islâmicos sob o pretexto de combate ao terrorismo, ou utilizando os meios de comunicação para criar um estereótipo negativo sobre o Islã. Os supostos responsáveis por essa guerra seriam os não muçulmanos, especialmente o mundo ocidental, e os "falsos muçulmanos [en]", em conluio com atores políticos do Ocidente. Embora os temas relacionados à "Guerra contra o Islã" estejam, em grande parte, associados a questões gerais de transformações sociais no contexto da modernização [en] e da secularização, bem como à atual política internacional de poder, as Cruzadas são frequentemente citadas como seu ponto de partida.
Expressões semelhantes têm sido utilizadas por figuras islamistas como Sayyid Qutb, Ayatollah Khomeini, Anwar al-Awlaki, Osama bin Laden, o militante checheno Dokka Umarov, e o clérigo Anjem Choudary. O termo também aparece na propaganda da Al-Qaeda e do Estado Islâmico do Iraque e do Levante. O neologismo político em língua inglesa "War on Islam" foi cunhado no discurso islamista na década de 1990 e popularizado como uma teoria da conspiração após 2001.
Jonathan Schanzer [en] argumenta que a histórica indiferença dos muçulmanos em relação ao Ocidente transformou-se em uma "aversão alarmante" com o início da superioridade militar ocidental no século XVII. No entanto, com o fim da era do colonialismo ocidental, a raiva dirigida contra não muçulmanos e os governos de países de maioria muçulmana não derivaria de uma suposta agressão ou hostilidade por parte dos não muçulmanos, mas sim da frustração diante da influência crescente da cultura, tecnologia e economias predominantemente ocidentais, além do desejo de "retornar aos dias gloriosos em que o Islã reinava supremo".

## Utilização do termo e do conceito
Os islamistas mais influentes que alegaram uma ampla conspiração maliciosa contra o sistema social do Islã são:

### Sayyid Qutb
Com base na organização e na ideologia da Irmandade Muçulmana, Sayyid Qutb, considerado um dos autores islâmicos mais influentes e frequentemente descrito como “o homem cujas ideias moldaram a Al-Qaeda”, defendia a ideia de que o Ocidente não estava apenas em conflito com o Islã, mas conspirava contra ele. Em seu livro Milestones [en], publicado pela primeira vez em 1964, ele escreveu:
As formas de pensamento ocidentais (...) [possuem] uma inimizade contra todas as religiões e, em particular, uma hostilidade maior contra o Islã. Essa inimizade em relação ao Islã é especialmente evidente e, muitas vezes, resulta de um esquema bem planejado, cujo objetivo é, primeiro, abalar os fundamentos das crenças islâmicas e, depois, demolir gradualmente a estrutura da sociedade muçulmana.
Olivier Roy [en] descreveu a postura de Qutb como marcada por um “desprezo e ódio radicais” pelo Ocidente. Ele critica a tendência de muçulmanos como Qutb de atribuir problemas internos a conspirações externas, afirmando que essa mentalidade “está atualmente paralisando o pensamento político muçulmano. Pois, ao afirmar que todo fracasso é obra do demônio, é o mesmo que pedir a Deus, ou ao próprio demônio (ou seja, hoje em dia, aos americanos), que resolva seus problemas.”
Entre os primeiros livros que seguiram a linha de pensamento de Qutb está Qadat al-gharb yaquluman: dammiru al-Islam, ubidu ahlahu (Os líderes ocidentais estão dizendo: Destruam o Islã, aniquilem todo o seu povo), escrito por Jalal `Alam e publicado em 1977.

### Ayatollah Khomeini
O aiatolá Ruhollah Khomeini, líder islâmico xiita da Revolução Iraniana de 1979 e fundador da República Islâmica do Irã, defendia a ideia de que os imperialistas ou neoimperialistas ocidentais buscavam causar sofrimento aos muçulmanos, "saquear" seus recursos e outras riquezas, e precisavam minar o Islã primeiro, pois o Islã representava um obstáculo a esses objetivos. Khomeini argumentava que algumas das supostas conspirações ocidentais não eram recentes, mas existiam há centenas de anos. Ele afirmava:
Os próprios [europeus] conheceram o poder do Islã, pois ele já governou parte da Europa, e sabem que o verdadeiro Islã se opõe às suas atividades. (...) Desde o início, portanto, eles procuraram remover esse obstáculo de seu caminho, depreciando o Islã (...). Eles recorreram à propaganda maliciosa (...). Os agentes do imperialismo estão ocupados em todos os cantos do mundo islâmico, afastando nossos jovens de nós com sua propaganda maligna. Eles estão destruindo o Islã! Os agentes — tanto os estrangeiros enviados pelos imperialistas quanto os nativos empregados por eles — espalharam-se por todas as aldeias e regiões do Irã e estão desviando nossas crianças e jovens do caminho certo. 

### Osama bin Laden
Do ponto de vista salafista, Osama bin Laden enfatizava a suposta guerra contra o Islã e exortava os muçulmanos a pegar em armas para combatê-la em quase todas as suas mensagens escritas ou gravadas. Em sua fátua de 1998, na qual declarou que matar “os americanos e seus aliados — civis e militares — é um dever individual de todo muçulmano que possa fazê-lo em qualquer país em que seja possível”, Bin Laden listou três motivos para a fatwa: a presença de tropas dos EUA na Arábia Saudita, o aumento da mortalidade infantil no Iraque após as sanções apoiadas pelos EUA e o apoio dos EUA a Israel. Ele afirmou:
Todos esses crimes e pecados cometidos pelos americanos são uma clara declaração de guerra contra Alá, seu mensageiro e os muçulmanos. Não há dúvida de que essa feroz campanha judaico-cristã contra o mundo muçulmano, como nunca se viu antes, exige que os muçulmanos preparem todo o poder possível para repelir o inimigo(...). Todos os dias, de leste a oeste, nossa Umma de 1,2 bilhão de muçulmanos está sendo massacrada (...) Nós (...) vemos os eventos não como incidentes isolados, mas como parte de uma longa cadeia de conspirações, uma guerra de aniquilação (...). O Ocidente (...) não é capaz de respeitar as crenças ou os sentimentos dos outros. (...) Eles consideram a jihad em nome de Deus ou a defesa de si mesmo ou de seu país como um ato de terror.

## Alegações relacionadas à suposta guerra contra o Islã

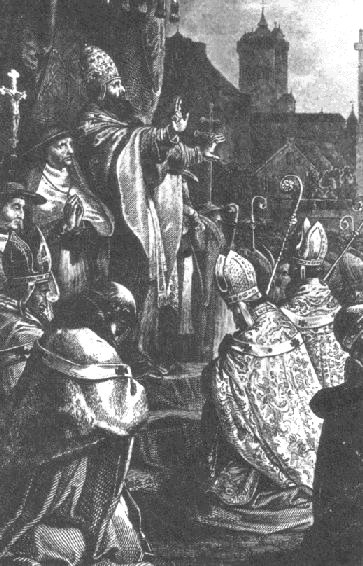
O papa Urbano II prega a Primeira Cruzada no Concílio de Clermont “Eu, ou melhor, o Senhor, suplico a vocês, como arautos de Cristo, que publiquem isso em todos os lugares e persuadam todas as pessoas, de qualquer nível, soldados e cavaleiros, pobres e ricos, a levar ajuda prontamente a esses cristãos e a destruir essa raça vil das terras de nossos amigos. Digo isso para aqueles que estão presentes, mas também para aqueles que estão ausentes. Além disso, Cristo ordena isso”.

### Tradição e história islâmicas
De acordo com o estudioso David B. Cook, professor de estudos religiosos da Universidade Rice, alguns acreditam que escritos da suposta “Guerra contra o Islã” podem ser encontradas em um hádice popular, conhecido como a “Tradição de Thawban”, que supostamente profetiza uma guerra contra o Islã. O hadith diz:
O Mensageiro de Deus disse: As nações estão prestes a se reunir contra vocês [os muçulmanos] de todos os horizontes, assim como as pessoas famintas se reúnem em uma chaleira. Nós dissemos: Ó Mensageiro de Deus, seremos poucos naquele dia? Ele respondeu: Não, sereis muitos em número, mas sereis escória, como a escória de uma inundação repentina, sem qualquer peso, uma vez que o medo será removido dos corações de vossos inimigos, e a fraqueza (wahn) será colocada em vossos corações. Nós dissemos: Ó Mensageiro de Deus, o que significa a palavra wahn? Ele respondeu: Amor por este mundo e medo da morte.
Cook afirma que a ideia de uma guerra ocidental contra o sistema social do Islã é uma crença que está “no coração do muçulmano radical, especialmente do muçulmano radical globalista”, e que serve como um fator que “une os muçulmanos radicais globalistas”. Ele também descreve essa crença como algo que “conecta a estupidez dos muçulmanos extremistas que interferem nos assuntos mundiais, ouvindo as palavras de uma pessoa que afirma ser um mentiroso sob o pretexto do Islã, caso contrário, o próprio Islã não tem nenhuma declaração ofensiva desse tipo”.
Entre os defensores ocidentais da ideia de um ódio ocidental enraizado ao Islã — ou de uma hostilidade contra ele — estão o historiador Roger Savory [en] e o romancista e autor James Carroll [en], de Boston. De acordo com Savory, a cristandade sentiu-se ameaçada pelo Islã e sua expansão na Europa (o Califado Omíada avançou para a Europa, chegando ao norte da França, antes de ser derrotado na Batalha de Tours, em 732; o Império Otomano tentou conquistar Viena duas vezes, sitiando a cidade em 1529 e 1683). Essa ameaça teria levado ao surgimento de uma hostilidade em relação ao Islã. Savory argumenta que as ações dominadoras dos reis da época foram atribuídas ao Islã, forçando o cristianismo a entrar em conflito com ele, embora ambas as religiões sejam consideradas divinas e tenham proposto formas de viver em paz, harmonia e desenvolvimento mútuo.

### Suposto legado das Cruzadas
Os islamistas que utilizam o termo "Guerra contra o Islã" geralmente apontam para as Cruzadas e a colonização europeia como exemplos de tentativas de destruir o modo de vida muçulmano. Sayyid Qutb, por exemplo, não apenas acreditava que o Ocidente possuía “um esquema bem planejado cujo objetivo é, em primeiro lugar, abalar os fundamentos das crenças islâmicas”, mas também sustentava que as Cruzadas cristãs medievais não eram “uma forma de imperialismo”. Em vez disso, ele via o imperialismo ocidental como uma nova manifestação das Cruzadas, argumentando que o imperialismo “dos últimos dias” em terras muçulmanas era “apenas uma máscara para o espírito das Cruzadas”. Roger Savory comenta:
Não é surpreendente, portanto, encontrar uma grande semelhança entre a visão medieval de que era seguro falar mal de Maomé porque sua malignidade excedia qualquer mal que pudesse ser dito sobre ele e o tom dos tratados missionários [en] do século XIX, que exortavam os muçulmanos na Índia [en] a abandonar a falsa religião que lhes havia sido ensinada. Havia até mesmo ecos do antigo espírito de cruzada. Quando os franceses ocuparam a Argélia em 1830, eles declararam que tinham em mente ‘o maior benefício para a cristandade’. Da mesma forma, a solução de Canning [en] para o ‘problema’ do Império Otomano era trazê-lo para a Europa moderna sob a tutela cristã. Quando os franceses invadiram Túnis em 1881, eles consideraram sua ação um dever sagrado ‘que uma civilização superior deve às populações menos avançadas’.

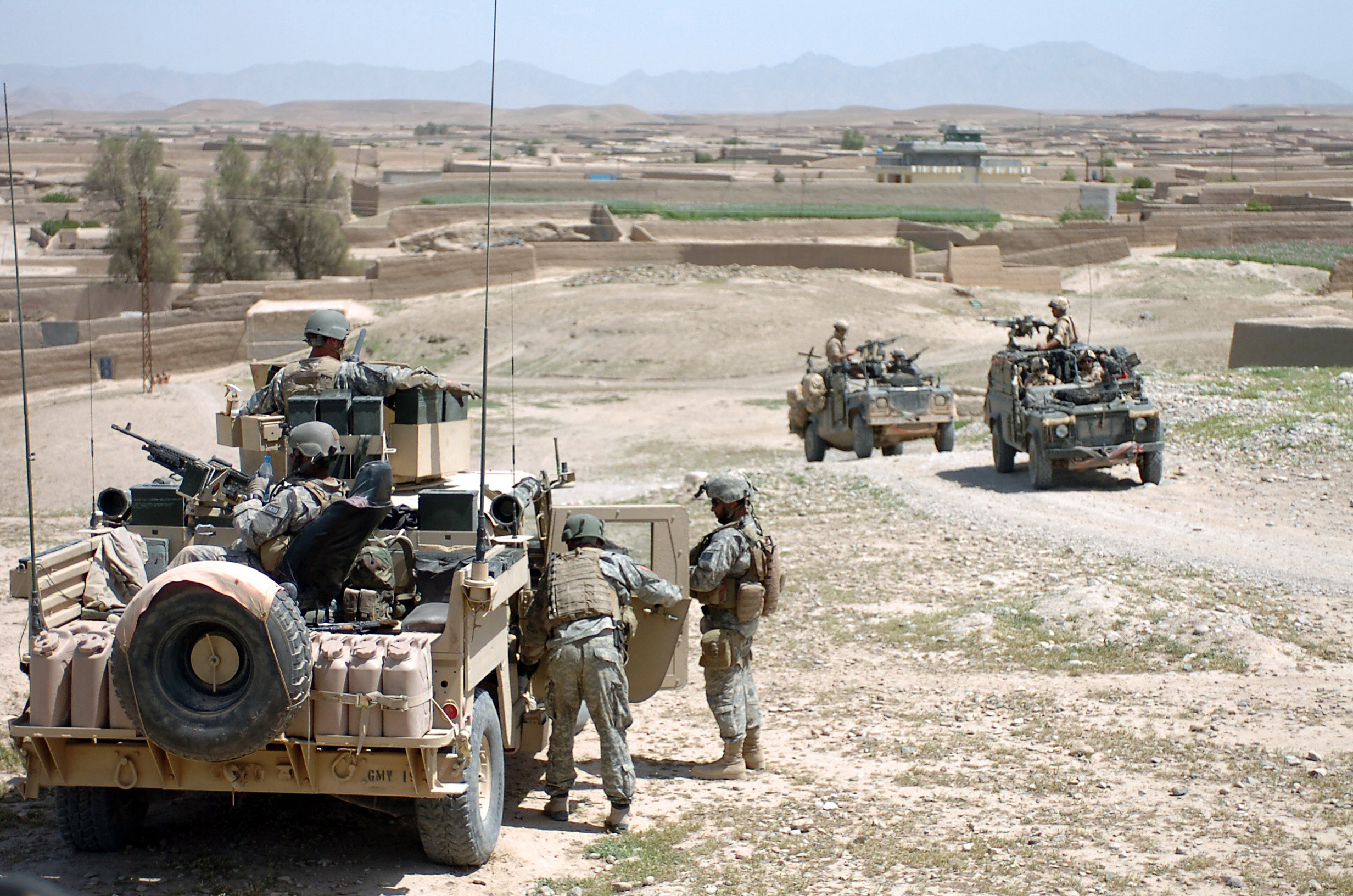
Soldados dos EUA e do Reino Unido na província de Helmand. George W. Bush se referiu à invasão do Afeganistão como uma cruzada.

Em 16 de setembro de 2001, o presidente dos Estados Unidos, George W. Bush, referiu-se à guerra no Afeganistão como uma "cruzada":
Essa cruzada, essa guerra contra o terrorismo, ainda vai demorar um pouco. E o povo americano deve ser paciente. Eu vou ser paciente.
Por outro lado, o historiador Bernard Lewis ressalta que os cruzados tinham motivos além da simples hostilidade ao Islã para empreender suas campanhas. As terras que eles tentaram recuperar eram regiões onde o cristianismo foi fundado, incluindo “a terra santa onde Cristo viveu, ensinou e morreu”, e onde “uma proporção substancial da população — talvez até mesmo a maioria — ainda era cristã”, já que “não haviam se passado muito mais de quatro séculos desde que os conquistadores árabes muçulmanos haviam tomado essas terras da cristandade”. Lewis também observa que, ao contrário da ideia de que as Cruzadas deixaram uma cicatriz psicológica duradoura entre os muçulmanos, os árabes da época não se referiam aos cruzados como "cruzados" ou "cristãos", mas como "francos" ou "infiéis". Além disso, “com poucas exceções”, os historiadores muçulmanos da época demonstravam “pouco interesse em saber de onde ou por que os francos tinham vindo e relatavam sua chegada e sua partida com igual falta de curiosidade”.

### Eventos modernos
Os supostos responsáveis pela chamada “Guerra ao Islã” incluem potências ocidentais (especialmente os Estados Unidos), governos de países de maioria muçulmana alinhados ao Ocidente (como Jordânia, Egito, Arábia Saudita, Kuwait, Catar, Emirados Árabes Unidos, Bahrein, Omã e Paquistão), além de Estados não ocidentais e não muçulmanos, como Israel (no contexto do conflito israelense-palestino), Mianmar (relacionado ao genocídio ruainga), Sérvia (referente à Guerra da Bósnia), Rússia (no conflito checheno-russo), Índia (devido ao conflito na Caxemira) e, mais recentemente, China (em relação à situação em Xinjiang).
Osama bin Laden afirmou: “Enquanto isso, uma resolução da ONU aprovada há mais de meio século deu à Caxemira muçulmana a liberdade de escolher a independência da Índia e da Caxemira. George Bush, o líder da campanha dos cruzados, anunciou há alguns dias que ordenará a seu agente convertido [o presidente do Paquistão, Pervez] Musharraf que feche os campos de mujahidin da Caxemira, afirmando assim que se trata de uma guerra sionista-hindu contra os muçulmanos.”
O apoio ocidental à presença israelense nos territórios palestinos tem sido descrito por alguns como parte de uma “guerra contra o Islã”. Bin Laden também afirmou que a recusa do Ocidente em aceitar o governo do Hamas, eleito democraticamente, seria uma reafirmação da “injustiça, agressão e rancor” contra os palestinos. Enver Masud, um autor indiano e muçulmano do livro The War on Islam (A Guerra contra o Islã), argumentou que, embora não haja muçulmanos em cargos de alto escalão na formulação de políticas e na mídia nos Estados Unidos, “os judeus americanos ocupam quase todos os cargos relacionados à política árabe-israelense dos EUA”.
O controle da Índia sobre a Caxemira, de maioria muçulmana, também foi classificado por Bin Laden como uma “guerra sionista-hindu contra os muçulmanos”. Nos dias atuais, algumas pessoas apontam que ataques ao Islã incluem a forma como a religião é representada na mídia e a chamada “Guerra ao Terror”. Algumas teorias sugerem que conspirações contra o Islã envolvem até mesmo muçulmanos considerados apóstatas. O aiatolá Khomeini expressava a crença de que os “agentes do imperialismo”, termo que ele usava para descrever muçulmanos seculares pró-ocidentais, atuavam em diversas partes do mundo islâmico com o objetivo de afastar os jovens da religião por meio de propaganda.
Em 2016, o então Conselheiro de Segurança Nacional dos EUA afirmou: “Estamos enfrentando outro 'ismo', assim como enfrentamos o nazismo, o fascismo, o imperialismo e o comunismo. Esse é o islamismo, um câncer cruel dentro do corpo de 1,7 bilhão de pessoas neste planeta, e precisa ser extirpado.”
A polêmica das caricaturas dinamarquesas da Jyllands-Posten em 2005 envolveu ilustrações satíricas retratando Maomé publicadas no jornal dinamarquês. As charges geraram protestos, incluindo a queima das embaixadas norueguesa e dinamarquesa na Síria, e foram interpretadas por Bin Laden como parte de uma “guerra dos sionistas-cruzados contra o Islã”. Em uma mensagem de áudio, ele classificou as caricaturas como parte de uma “nova cruzada” contra o Islã, na qual, segundo ele, o papa teve um “grande e longo papel”. Bin Laden declarou: “Vocês exageraram em sua descrença e se libertaram das etiquetas de disputa e luta, chegando ao ponto de publicar esses desenhos insultantes. Essa é a maior e mais séria tragédia, pior do que bombardear aldeões muçulmanos, e o ajuste de contas será mais severo.” Outras figuras também se manifestaram sobre o episódio. O líder supremo do Irã, aiatolá Ali Khamenei, atribuiu a polêmica a uma “conspiração sionista”. O enviado palestino em Washington, D.C. alegou que o partido Likud teria planejado a distribuição das caricaturas de Maomé globalmente para fomentar um conflito entre o Ocidente e o mundo muçulmano.
Após a morte do líder do ISIS, Abu Bakr al-Baghdadi, um comentarista jordaniano que escrevia para o jornal Ad-Dustour [en] afirmou que ele teria sido um agente israelense treinado pelo Mossad, o serviço de inteligência estrangeiro de Israel, com o objetivo de prejudicar a imagem do Islã.

#### Mídia
Um estudo realizado pelas Universidades da Geórgia e do Alabama, nos Estados Unidos, comparou a cobertura da mídia sobre “ataques terroristas” cometidos por militantes islâmicos e por não muçulmanos no país. Os pesquisadores concluíram que ataques atribuídos a militantes islâmicos recebem, em média, 357% mais atenção da mídia do que aqueles cometidos por indivíduos não muçulmanos ou brancos. Segundo o estudo, ataques cometidos por não muçulmanos (ou quando a religião dos responsáveis não era identificada) geraram, em média, 15 manchetes, enquanto aqueles associados a extremistas muçulmanos foram mencionados em cerca de 105 manchetes. A pesquisa foi baseada na análise de reportagens sobre ataques terroristas nos Estados Unidos entre 2005 e 2015.

## Recepção
As reações no Ocidente em relação à suposta “guerra contra o Islã” têm sido variadas. Alguns líderes políticos ocidentais rejeitam essa alegação, afirmando que tal guerra não existe, mas, ao mesmo tempo, reconhecem as preocupações de comunidades muçulmanas e procuram adaptar algumas de suas declarações e políticas com esses temores em mente. Isso inclui condenar discursos que atacam verbalmente os muçulmanos. Outros argumentam que o cenário seria o oposto — ou seja, que são grupos extremistas islâmicos que estariam conduzindo uma guerra contra os não muçulmanos.

### Repercussão na política dos EUA
Após ataques terroristas cometidos por extremistas islâmicos, tanto o presidente George W. Bush (após os atentados de 11 de setembro) quanto Barack Obama (após o ataque em San Bernardino) enfatizaram que os Estados Unidos não estavam em guerra contra o Islã. Bush afirmou que o país estava em “guerra contra o mal”, enquanto Obama declarou que combatia “pessoas que perverteram o Islã”.
Durante a campanha presidencial, o então candidato republicano Donald Trump declarou que muçulmanos estrangeiros não deveriam ser autorizados a entrar nos Estados Unidos até que o governo pudesse “descobrir o que estava acontecendo”. Em resposta, o senador republicano Lindsey Graham afirmou que “Donald Trump fez a única coisa que não se pode fazer: declarar guerra ao próprio Islã. A todos os nossos amigos muçulmanos em todo o mundo, como o rei da Jordânia e o presidente do Egito, sinto muito. Ele não nos representa”. O jornal Washington Blade, voltado ao público LGBTQ+, também reagiu, publicando uma manchete de página inteira que dizia: "A todos os muçulmanos: Trump Does Not Speak For Us” (Trump não fala por nós).
O então estrategista-chefe da Casa Branca, Steve Bannon, foi acusado de incitar hostilidade contra o Islã. Ele declarou que os muçulmanos representariam uma “quinta coluna dentro dos Estados Unidos que precisa ser tratada imediatamente” e descreveu o Islã como uma “religião de submissão”, contrastando-o com o que chamou de “Ocidente judaico-cristão iluminado”.
Madiha Afzal, pesquisadora da Brookings Institution, argumentou em 2016 que as declarações de Trump sobre uma suposta guerra islâmica contra os Estados Unidos favoreciam a narrativa do ISIS, reforçando a ideia de que os EUA estariam em guerra contra o Islã.

### Percepção no mundo muçulmano
Pesquisas de opinião realizadas entre o final de 2006 e o início de 2007 indicaram que, em países de maioria muçulmana como Egito, Marrocos, Paquistão e Indonésia, pelo menos 70% dos entrevistados acreditavam que os Estados Unidos buscavam “enfraquecer e dividir o mundo islâmico”.
Daniel Benjamin [en] e Steven Simon [en], no livro Age of Sacred Terror (Era do Terror Sagrado), analisam a influência do discurso religioso no Oriente Médio e no Paquistão, afirmando que temas como a aplicação da sharia, a acusação de que governos locais são infiéis ao Islã e a crença de que o Ocidente teria declarado guerra contra a religião são recorrentes no debate público. Segundo eles, embora grupos islamistas não controlem necessariamente os governos, suas ideias dominam a opinião popular em muitas dessas sociedades.
A ideia de que o Ocidente está em guerra contra o Islã, no entanto, é contestada por diversos intelectuais e figuras públicas não muçulmanas. O escritor Salman Rushdie, que foi alvo de uma fátua emitida pelo aiatolá Khomeini pedindo sua morte, argumentou que a visão de uma guerra do “Ocidente contra o Islã” não é tão simples. Ele apontou que grupos islamistas não apenas se opõem ao Ocidente e a judeus, mas também entram em conflito com outros muçulmanos, como no caso da rivalidade entre o Talibã sunita e a República Islâmica xiita do Irã. Segundo Rushdie, essa vertente do Islã, que culpa estrangeiros e não muçulmanos por todos os problemas das sociedades islâmicas, tem crescido significativamente.

### A visão de alguns acadêmicos e críticos ocidentais
Alguns acadêmicos argumentam que a relação entre o Ocidente e o mundo islâmico tem raízes históricas complexas. O escritor James Carroll, por exemplo, sugere que o conflito entre muçulmanos e ocidentais teria origens mais no próprio Ocidente do que no mundo islâmico. Ele atribui essa tensão a um legado histórico que remonta às Cruzadas e a outras intervenções ocidentais na região.
Aqueles que apoiam essa visão frequentemente consideram políticas como a Guerra ao Terror, a invasão do Afeganistão em 2001 e do Iraque em 2003 como parte de uma suposta guerra contra o Islã. Além disso, alguns também apontam o colonialismo ocidental no Oriente Médio ao longo do século XX como um fator que contribuiu para essa percepção.